# 74764 Rudolfpešek
74764 Rudolfpešek è un asteroide della fascia principale. Scoperto nel 1999, presenta un'orbita caratterizzata da un semiasse maggiore pari a 2,3520508 UA e da un'eccentricità di 0,2399915, inclinata di 6,64721° rispetto all'eclittica.